# Amblycerus mourei
Amblycerus mourei là một loài bọ cánh cứng trong họ Bruchidae. Loài này được Ribeiro-Costa miêu tả khoa học năm 1997.